# 아눈드 고르스케
아눈드 고르스케(스웨덴어: Anund Gårdske, 생년 미상 ~ 몰년 미상)는 스웨덴의 국왕(재위: 1070년 전후)이다. 스텡킬가 출신이다.

## 생애
아담 폰 브레멘이 쓴 문서인 《함부르크 주교들의 사적》에서 그의 이름이 등장한다. 이 문서에 따르면 아눈드는 키예프 루스의 스타라야라도가 출신이라고 한다. 고르스케(Gårdske)라는 성은 키예프 대공국의 고대 노르드어 표기인 "가르다리키"(고대 노르드어: Garðaríki)에서 파생된 이름이다. 기독교 신자였던 아눈드는 1070년 웁살라 신전에서 노르드 신화의 신들에게 제사를 지내는 것을 거부한 것이 문제가 되어 폐위당했다고 한다.
| 전임 할스텐 | 스웨덴의 국왕 1070년 전후 | 후임 호칸 뢰데 |